# Великошадинська сільська рада
Великошади́нська сільська рада (рос. Большешадинский сельский совет) — муніципальне утворення у складі Мішкинського району Башкортостану, Росія. Адміністративний центр — присілок Великі Шади.

## Населення
Населення — 877 осіб (2019, 1140 в 2010, 1363 в 2002).

## Склад
До складу поселення входять такі населені пункти:
| Населений пункт       | Населення, осіб (2002) | Населення, осіб (2010) |
| --------------------- | ---------------------- | ---------------------- |
| Великі Шади, присілок | 626                    | 533                    |
| Іштибаєво, присілок   | 360                    | 295                    |
| Калмазан, присілок    | 98                     | 87                     |
| Карасімово, присілок  | 142                    | 115                    |
| Малі Шади, присілок   | 108                    | 91                     |
| Юбайкулево, присілок  | 29                     | 19                     |